# Селехово (Рыбинский район)
В Ярославской области есть ещё две деревни с таким названием, в Большесельском и Ярославском районах.
 Селехово  – деревня в Глебовском сельском поселении Рыбинского района Ярославской области.
Деревня находится на правом берегу Волги, на берегу Коткинского залива Рыбинского водохранилища, примерно в 5 км к северу и ниже по течению от Глебова, центра сельского поселения. Деревня находится на расстоянии около 1,5 км к западу от автомобильной дороги Глебово – Ларионово. Коткинский ручей – правый приток Волги, небольшой ручей длиной около 1,5 км. Течёт по лесу в западном направлении, имея исток около указанной дороги. При впадении в водохранилище образует небольшой, узкий и относительно глубокий залив, возникший при затоплении водохранилища на месте оврага, по которому протекал ручей. На правом, северном берегу этого залива – Коткино, а на южном левом – Селехово. Примерно в 1 км вверх по течению Волги, на юго-восток деревня Василево .
Деревня Селихова указана на плане Генерального межевания Рыбинского уезда 1792 года.
На 1 января 2007 года в деревне проживало 4 человека постоянного населения . Однако деревня служит привлекательным местом для дачного отдыха, а залив – удобная стоянка для катеров, яхт и других маломерных судов. Обслуживается почтовым отделением Глебово .